# ماتیاس پلاچا
ماتیاس پلاچا (انگلیسی: Matthias Plachta؛ زادهٔ ۱۶ مهٔ ۱۹۹۱) بازیکن هاکی روی یخ اهل آلمان است.
از باشگاه‌هایی که در آن بازی کرده‌است می‌توان به فینیکس کایوتیس اشاره کرد.